# Нарышкин, Дмитрий Львович
Дмитрий Львович Нарышкин (13 (24) июня 1764 — 31 марта (12 апреля) 1838) — обер-егермейстер, известный своим браком с Марией Четвертинской, многолетней любовницей императора Александра I и матерью их общих детей, которые получили фамилию Нарышкиных.

## Биография
Родился 30 мая (10 июня) 1764 года
 в семье обер-шталмейстера Льва Александровича Нарышкина и жены его, Марины Осиповны Закревской. Крещен 14 июня в церкви Рождества Пресвятой Богородицы на Невском проспекте, крестник графа К. Г. Разумовского и бабушки Е. А. Нарышкиной. Получив домашнее образование, начал свою службу при дворе Екатерины II, где 1 января 1793 года был пожалован в камергеры.
В 1795 году женился на княжне Марии Антоновне Четвертинской; 6 августа 1798 года был сделан гофмейстером, а 27 февраля 1804 года — обер-егермейстером. В 1812-м году Нарышкин обязался выплачивать ежегодно по 20000 рублей на нужды правительства, пока неприятель находится в пределах России. На связь жены с императором (от которой регулярно рождались дети) подчёркнуто старался не обращать внимания.
Подобно брату своему Александру Львовичу, он вел шумный и рассеянный образ жизни, и весь знатный Петербург можно было встретить на его блестящих приемах. Расположение императора Александра I к Нарышкину выразилось, между прочим, в пожаловании ему обширных земель в Тамбовской губернии.

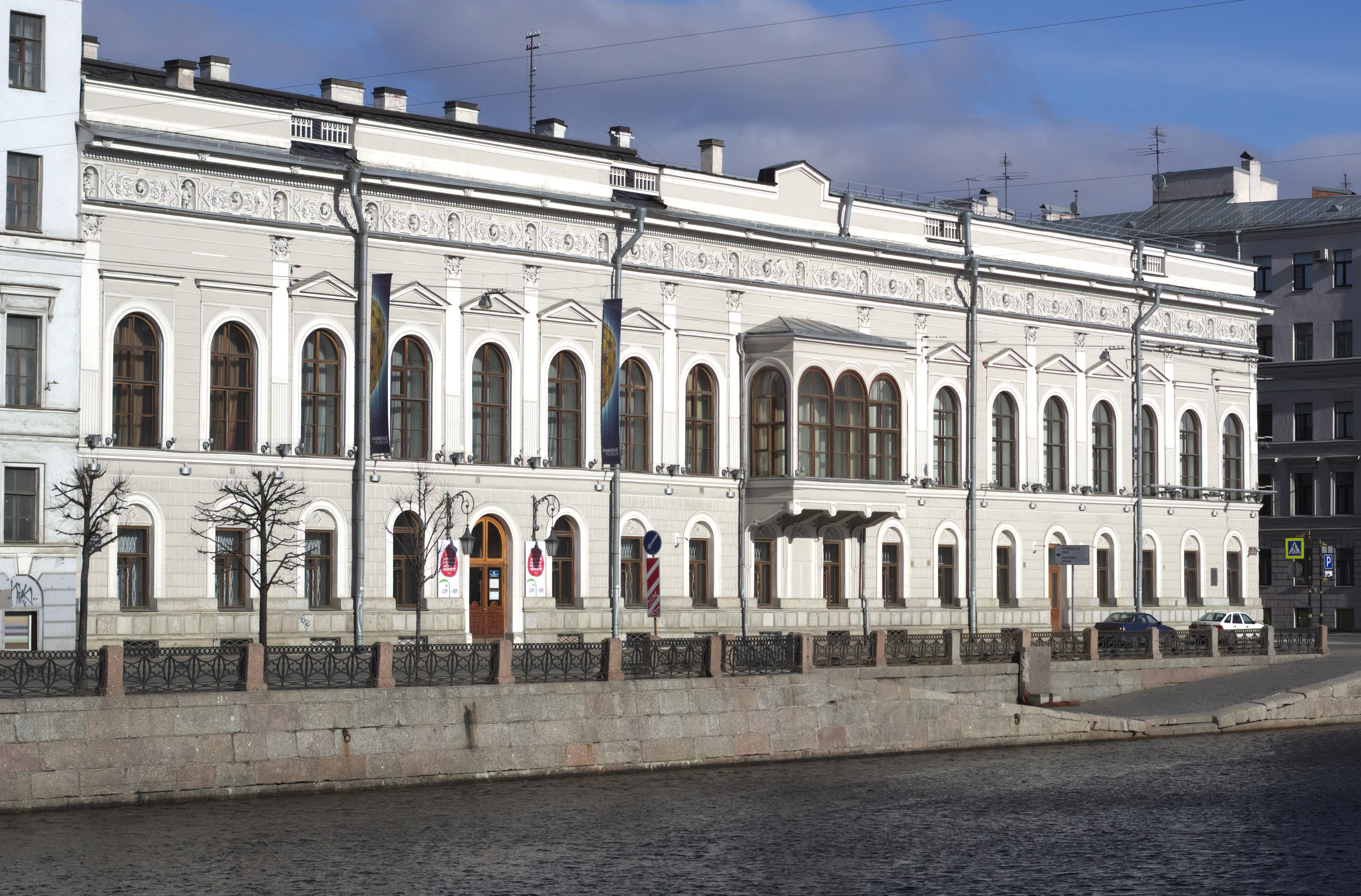
Дворец Д. Л. Нарышкина на Фонтанке

22 августа 1826 года был награждён орденом Св. Андрея Первозванного. В ноябре 1836 года знакомые Пушкина получили анонимный «диплом» об избрании его заместителем магистра ордена рогоносцев Д. Л. Нарышкина. До глубины души оскорблённый этой насмешкой, поэт попытался разобраться в салонной интриге. Результатом стали последняя дуэль и смерть А. С. Пушкина.
Д. Л. Нарышкин до старости сохранил привычки и манеры придворного времен Екатерины. Ф. Ф. Вигель так говорит о нём: «он принадлежал к небольшому остатку придворных вельмож старого времени, со всеми был непринужденно учтив, благороден сердцем и манерами, но сластолюбив, роскошен, расточителен, при уме и характере не весьма твердом».
Умер 31 марта (12 апреля) 1838 года и был погребён в Благовещенской церкви Александро-Невской лавры.

## Награды
Имел высшие награды Российской империи:
- Орден Святой Анны 1-й степени (29 мая 1799)
- Орден Святого Александра Невского (1 января 1805)
- Орден Святого Иоанна Иерусалимского большой крест  (16 февраля 1803)
- Орден Святого Андрея Первозванного (22 августа 1826)

Также имел прусский орден Красного орла (1797) и знак отличия беспорочной службы за L лет (22.08.1828)

## Дети

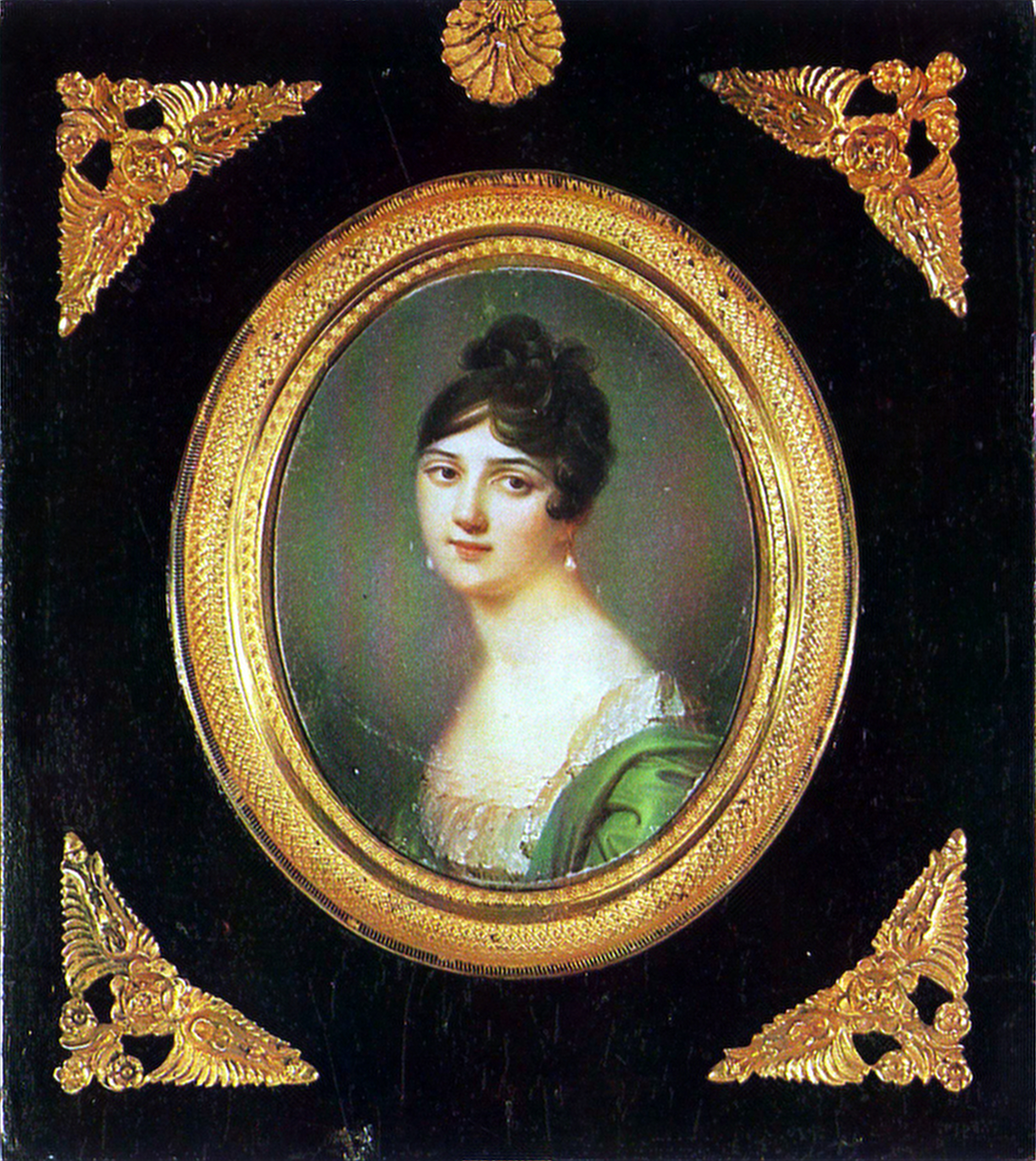
Мария Антоновна Нарышкина

У Марии Антоновны было шестеро детей, из которых трое скончались в младенческом возрасте, все они официально считались детьми Дмитрия Львовича Нарышкина. Общепринятым является мнение, что отцом пятерых младших детей был император Александр I.
- Марина Дмитриевна (1798—11.08.1871), по сообщениям современников, её единственную Нарышкин считал своим ребёнком; в замужестве за графом Н. Д. Гурьевым (1792—1849).
- Елизавета Дмитриевна (05.05.1802[12]—28.12.1803[13]), крещена 5 мая 1802 при восприемстве императрицы Елизаветы Алексеевны и цесаревича Константина Павловича; похоронена близ Благовещенской церкви Александро-Невской Лавры.
- Елена Дмитриевна (01.11.1803[14]—29.08.1804[15]), крещена 4 ноября 1803 года при восприемстсве цесаревича Константина Павловича и сестры Марины.
- Софья Дмитриевна (01.10.1805—18.06.1824).
- Аглаида Дмитриевна (19.12.1807[16]—18.06.1810), крещена 26 января 1808 года при восприемстве А. Л. Нарышкина.
- Эммануил Дмитриевич (30.07.1813—31.12.1901) — обер-камергер.

Незаконная дочь Нарышкина — Надежда Дмитриевна (22.02.1818— ?), была замужем (с 11 ноября 1834 года) за
графом Валерианом Людвиговичем Люксембургом (17.04.1809— ?), поручиком лейб-гвардии Гусарского полка и городничим города Торопца. По словам С. А. Юрьевича, графиня Люксембург была «belles femmes», «миниатюрное личико на исполинском пьедестале и чересчур занимающаяся своими позами». В браке имела четырёх сыновей — Владислава, Николая (04.12.1838—после 1868; крестник императора Николая I), Эмануила и Владимира (24.10.1846—18.05.1897; крестник императора Николая I), и четырёх дочерей — Ангелику (1835—11.06.1909), Надежду (1841—13.06.1900; в замужестве Грахова), Александру и Марию.

### Комментарии
1. ↑  На надгробной плите Д. Нарышкина Архивная копия от 1 сентября 2017 на Wayback Machine в качестве года рождения указан 1758-й.